# NGC 958
NGC 958 is een balkspiraalstelsel in het sterrenbeeld Walvis. Het hemelobject werd op 20 september 1784 ontdekt door de Duits-Britse astronoom William Herschel.

## Synoniemen
- PGC 9560
- MCG -1-7-19
- IRAS02281-0309